# Спайві (Канзас)
Спайві (англ. Spivey) — місто (англ. city) в США, в окрузі Кінгмен штату Канзас. Населення — 61 особа (2020).

## Географія
Спайві розташоване за координатами 37°26′54″ пн. ш. 98°9′57″ зх. д. / 37.44833° пн. ш. 98.16583° зх. д. (37.448419, -98.165755).  За даними Бюро перепису населення США в 2010 році місто мало площу 1,34 км², уся площа — суходіл.

## Демографія
Згідно з переписом 2010 року, у місті мешкало 78 осіб у 37 домогосподарствах у складі 25 родин. Густота населення становила 58 осіб/км².  Було 48 помешкань (36/км²).
Расовий склад населення:
| - 96,2 % — білих - 3,8 % — корінних американців |

До двох чи більше рас належало 0,0 %. Частка іспаномовних становила 12,8 % від усіх жителів.
За віковим діапазоном населення розподілялося таким чином: 17,9 % — особи молодші 18 років, 53,9 % — особи у віці 18—64 років, 28,2 % — особи у віці 65 років та старші. Медіана віку мешканця становила 51,5 року. На 100 осіб жіночої статі у місті припадало 100,0 чоловіків;  на 100 жінок у віці від 18 років та старших — 113,3 чоловіків також старших 18 років.
Середній дохід на одне домашнє господарство  становив 41 400 доларів США (медіана — 31 250), а середній дохід на одну сім'ю — 56 992 долари (медіана — 46 250). За межею бідності перебувало 8,9 % осіб, у тому числі 0,0 % дітей у віці до 18 років та 0,0 % осіб у віці 65 років та старших.
Цивільне працевлаштоване населення становило 14 особи. Основні галузі зайнятості: сільське господарство, лісництво, риболовля — 42,9 %, транспорт — 21,4 %, освіта, охорона здоров'я та соціальна допомога — 14,3 %, будівництво — 14,3 %.